# Wilhelm von Stumm

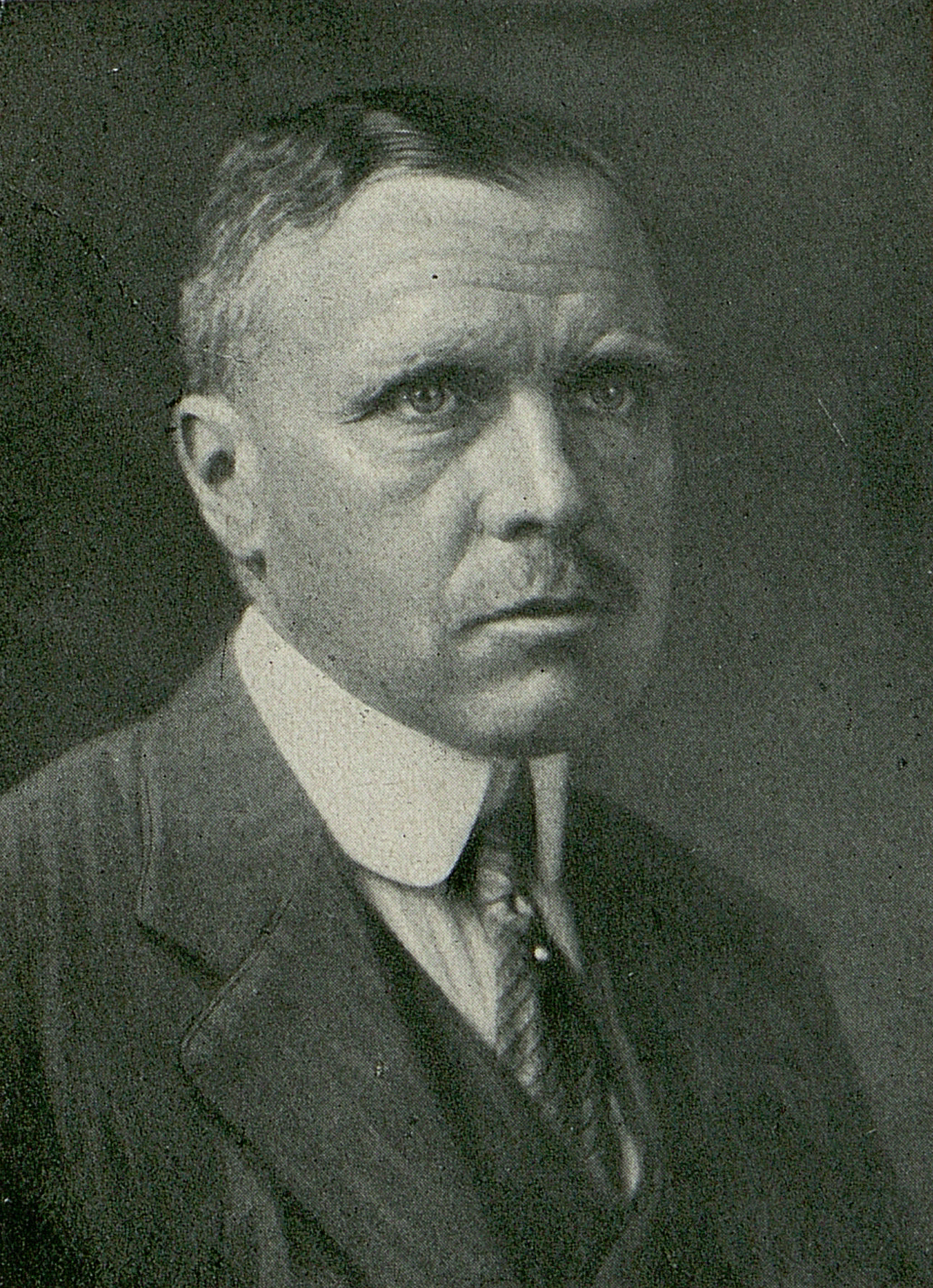
Wilhelm von Stumm

Wilhelm von Stumm (* 25. Januar 1869 in Frankfurt am Main; † 30. März 1935 in Berlin-Dahlem) war ein deutscher Diplomat. Er war Beamter im Auswärtigen Amt, zuletzt im Rang eines Unterstaatssekretärs. Von Stumm spielte unter anderem eine einflussreiche Rolle während der Julikrise von 1914.

## Leben
Wilhelm von Stumm war der Sohn des Friedrich Adolf von Stumm (1838–1914) und der Mathilde Marie Josefine, geb. de Backer (1847–1878). Er selbst heiratete am 5. April 1916 Marie Aurelie Wilhelmine Sophie Anna Sidonie Gräfin von Platen-Hallermund (1896–1986). Wilhelm stammte aus der montanindustriellen Familie Stumm. Sein Großvater war der Montanunternehmer Carl Friedrich Stumm.
Er studierte nach dem Abitur Physik und Mathematik an der Universität Hannover. Nach einem Jahr meldete wer sich als Einjährig-Freiwilliger und diente bis Herbst 1889. Daran schloss sich ein Studium an der Philosophischen Fakultät in Berlin  und darauf der Rechtswissenschaften an. Nach weiteren Jahren des Militärdienstes legte er 1893 das erste Staatsexamen ab.
Ein Jahr später trat er in das Auswärtige Amt ein und wurde 1894 an der preußischen Botschaft in London eingesetzt. Darauf war er ab 1897 zunächst als Legationssekretär in Brüssel, St. Petersburg und schließlich wieder in London tätig. Zuletzt war er dort Geschäftsträger. Zeitweise war er auch im Gespräch für den Posten des Botschafters. Wilhelm II. entschied sich aber für Karl Max von Lichnowsky. Dies führte später zu Spannungen zwischen ihm und dem Botschafter. Es engte auch den Einfluss von Lichnowsky ein.
Stumm wechselte 1908 in die Zentrale nach Berlin. Ab 1909 war er vortragender Rat und Legationsrat. Ein Jahr später wurde er zum geheimen Legationsrat ernannt. Ab 1911 war er Dirigent der Abteilung IA (Politik). Im Auswärtigen Amt spielte er eine einflussreiche Rolle. Der offenbar überforderte Staatssekretär Gottlieb von Jagow soll sogar völlig von Stumm abhängig gewesen sein.
Auch der außenpolitisch unerfahrene Reichskanzler Theobald von Bethmann Hollweg stützte sich insbesondere auf Stumm. Sein Einfluss scheint vergleichbar mit dem von Friedrich August von Holstein in der Vergangenheit gewesen sein.
Zu Beginn der Julikrise war Stumm im Urlaub. Er war also nicht beteiligt, als Alexander Hoyos in Berlin weilte (Mission Hoyos), und die vollkommene Unterstützung des deutschen Reiches für Österreich-Ungarn erlangte. Am 11. Juli war Stumm wieder im Amt. Er hat in der Folge einen starken Einfluss auf die Politik ausgeübt, die schließlich zum Krieg führte. Stumm soll nach neueren Forschungen die Politik Deutschlands zu Gunsten eines Krieges Österreichs gegen Serbien stark beeinflusst haben.
Er soll neben Jagow, Wilhelm II. und dem deutschen Botschafter in Österreich Heinrich von Tschirschky die einflussreichste Person in der Julikrise gewesen sein. Später gefragt ob man in der Krise nur geblufft habe, antwortete er: „Wir haben nicht geblufft. Wir waren gefasst darauf, dass wir den Krieg mit Russland haben würden.“
Zwischen 1916 und 1917 war er Unterstaatssekretär im Auswärtigen Amt und Leiter der Abteilung IA (Nachrichten). Im Jahr 1917 drängte er mit dem Ziel den Zusammenbruch Russlands zu fördern auf eine möglichst rasche Reise Lenins durch Deutschland nach Russland. Gegen Kriegsende waren er und weitere Angehörige des auswärtigen Amtes, unabhängig von Erich Ludendorff, zu der Erkenntnis gekommen, dass die militärische Niederlage drohe und sich die innenpolitische Lage zuspitzen würde. Daher sei es nötig, den Krieg zu beenden. Stumm und anderer legten am 28. September 1918 ein Konzept vor, dass die Bildung einer neuen breit aufgestellten Regierung vorsah. Dabei sollten die Mehrheitsparteien des Reichstages mit eingebunden werden. Damit sollte einer von den Parteien gebildeten Regierung, die Verantwortung für die Beendigung des Krieges zugeschoben werden.
Er hat auch, obwohl eigentlich nicht zuständig, maßgeblich Einfluss auf den  Wortlaut des Parlamentarisierungserlass als Grundlage der Oktoberreform genommen.
Im Jahr 1918 wurde er zum wirklichen geheimen Legationsrat ernannt. Im Zusammenhang mit der Novemberrevolution wurde er Ende 1918 in den einstweiligen Ruhestand versetzt. Ab 1919 war er endgültig im Ruhestand.
Neben seiner dienstlichen Tätigkeit war er Mitglied zahlreicher Aufsichtsräte und war Gesellschafter bei der Gebrüder Stumm GmbH. Darüber hinaus war er auch als Kunstsammler tätig.
Seine Tochter Elisabeth (1918–1996) heiratete 1938 den SS-Offizier Karl Freiherr Michel von Tüßling. Diese Ehe wurde 1948 geschieden.